# Pine-Creek-Orogen
Das Pine-Creek-Orogen (engl.: Pine Creek Orogen, PCO) bezeichnet eine Gebirgsbildung (Orogen bedeutet Gebirgsbildung) im Bundesterritorium Northern Territory in Australien, die als regionalmetamorpher Vorgang von 1880 bis 1850 Jahren infolge tektonischer Ereignisse im Paläoproterozoikum in Australien stattfand. Benannt ist es nach dem Fluss Pine Creek. Eine frühere Bezeichnung war Barramundi Orogen. Das Orogen erstreckt sich in geographischer Hinsicht etwa zwischen den Städten Darwin (Norden) und Katherine (Süden) sowie der Mündung des Daly River (Südwesten) und den Goulburn Islands (Nordosten).
Es ist ein Teil des im Norden Australiens befindlichen Kraton (North Australian Craton) und wird von mehreren Lineamenten durchzogen. Das 66.000 km² große Gebiet ist eine Region mit den bedeutendsten Erzvorkommen Australiens. Das Gebirge lagert auf einer Basis aus dem Archaikum aus der Zeit von vor 2670 bis 2500 Millionen Jahren.
Das Gebirge besteht im Wesentlichen aus Gesteinen der Grünschieferfazies, Amphiboliten, sowie Graniten und Gneisen des Archaikums. Teilweise besteht eine Abdeckung mit jüngeren Sedimenten, wie Grauwacke, Sandstein, Tonstein und Dolomit. Zu den weiteren auftretenden Gesteinsarten zählen Tuff, Dolerit, Basalt, Glimmerschiefer und Quarzit. Die Gesteinsschichten erreichen eine Mächtigkeit von 14 km. Die Schichten werden teilweise durch das McArthur-Becken, Birrindudu-Becken, Daly-Becken, Arafura-Becken und Money-Shoal-Becken überlagert.
Das Gebirge enthält Vorkommen von Gold, Uran, Platingruppenmetalle, Eisen, Mangan, ferner Magnesit und Phosphat. Im Pine-Creek-Orogon befindet sich die Ranger-Uran-Mine. Weiterhin wird aktiv vor allem nach Gold und Uran gesucht.